# Limnocharitaceae
Famille
Classification APG II (2003)
Classification APG III (2009)
La famille des Limnocharitacées regroupe des plantes monocotylédones ; elle comprend peu d'espèces réparties en trois genres :
- Butomopsis
- Hydrocleys
- Limnocharis

Ce sont des plantes herbacées, aquatiques, flottantes ou fixées par des racines des régions subtropicales ou tropicales. Elles sont largement répandues.

## Étymologie
Le nom vient du genre Limnocharis, dérivé des mots grecs λιμνο / limno, « qui vit dans les étangs », et χαρις / charis, « Grâces ; déesses de la Grâce ; beauté », littéralement « beauté des étangs ». Ce mot aurait été employé dans une épopée  intitulée la batrachomyomachie, « bataille de rats et de grenouilles », faussement attribuée à Homère.

## Classification
Si la classification phylogénétique APG II (2003) reconnaissait cette famille, pour la classification phylogénétique APG III (2009) elle est invalide et incorporée dans la famille Alismataceae.